# Kampong Trach
Kampong Trach est une ville du Cambodge située dans la province de Kampot.

## Démographie
En 1998 sa population était d’environ 83 061 habitants.